# 호남절의록과 금성삼강록
호남절의록은 12권 5책으로 구성된 목판 활자본으로 1799(정조 23)에 편집, 간행되었다. 1752년 정시 문과에 병과로 급제해 사헌부 지평, 홍문관 수찬·교리 등을 역임하였다. 1781년 한성부우윤이 되고, 이어 사간원 대사간·사헌부 대사헌·평안도 관찰사·이조판서 등을 거쳐 1799년에는 홍문관·예문관 양관(兩館)의 대제학을 겸임한 홍양호(洪良浩)와 의병장 고경명의 7대손 고정헌(高廷憲)이 선현들의 위국순절(爲國殉節)한 업적을 기리고 충절을 장려하기 위하여 편찬되었을 것으로 추정되지만 편찬 과정이나 경위에 대하여는 명확하게 알려진 바가 없다.
삼강록은 1776년부터 7년간 매 식년마다 각 도에서 올린 충·효·열 삼강의 사적을 모아 엮은 책이다. 팔도에서 충신과 효자, 열녀를 조사하여 예조에 보고하고 예조에서 다시 왕에게 아뢰어 증직(贈職)·급복(給復) 및 상전(賞典)을 내렸는데, 이 책은 이를 뒷받침하는 사적(事蹟)을 모아 편찬한 것이다. 
삼강록은 중앙 정부에서 간행하였고, 이를 본떠 지방 군현에서도 같은 성격의 책을 간행하였다. 금성삼강록은 금성(나주의 별칭) 지역의 충·효·열 삼강의 사적을 모아 엮은 책이다. 1802년 금성효충열록(錦城孝忠烈錄), 1893년 금성속삼강록이 간행되었고, 1948년 이 두 책을 참고하고 내용을 추가한 나주 삼강록이 간행되었다.

## 호남절의록과 금성삼강록
〇 문화재구분 : 유형유산(전적류) 나주시 향토문화유산 제55호
〇 명칭ㆍ수량 : 호남절의록 5책, 금성삼강록 2책
〇 소  재  지 : 나주시 다시면 석관로 482
〇 소  유  자 : 이재향(李載香)
〇 관  리  자 : 나주시청 문화예술과 문화정책팀

### 호남절의록(湖南節義錄) 5책
∙ 편 저 자 : 홍양호(洪良浩), 고정헌(高廷憲)
∙ 발간연대 : 1799년(조선 정조 23)
∙ 규모ㆍ규격 : 12권 5책, 가로 21.1cm×세로 30.4cm
『호남절의록』은 임진왜란, 이괄의 난, 정묘호란, 병자호란, 이인좌의 난 5亂이 일어났을 때 활약한 호남지방 의병들의 행적을 기록한 책이다. 국가 변란기에 호남 사람들의 활동 내용을 집대성하였다는 점에서 호남 사람들이 한국사의 발전 과정에서 수행해 온 역할을 규명할 수 있는 중요한 사료로 인정받고 있다. 호남 의향론(義鄕論)의 핵심 자료 중의 하나로 널리 이용되는 책이다. 그러므로 이 자료를 이용하여 여러 국란의 시기에 호남지방의 모의(募義) 활동의 양상이나 경향 등을 여러 가지로 분석해 내는 연구들이 이루어지기도 하였다.
본 전적은 고정헌(高廷憲) 등이 편찬한 책으로 임진왜란, 이괄의 난, 정묘호란, 병자호란, 이인좌의 난 등 5亂이 일어났을 때 활약한 호남지방 의병들의 행적을 기록한 책이다. 1799년 여름 순천 송광사에서 초간하였음이 밝혀졌다. 현존하고 있는 12권 5책은 수록된 의적의 數에 있어서 차이만 있을 뿐, 본문의 내용이 모두 동일한 판본으로 확인되었다. 금번 나주시 향토문화유산으로 지정 신청하는 호남절의록은 초간본으로 역사적 사료뿐만 아니라 서지학적으로도 가치가 있다고 본다. 의병의 고장 나주에서 향토문화유산으로 지정 보존할 필요가 있다고 본다.
호남절의록(湖南節義錄)의 권두에는 ‘범례(凡例)’ 14개 항이 수록되었고, 다음에「호남절의록 총서(湖南節義錄總敍)」라는 제목하에 임진기사(壬辰記事)‚ 갑자기사(甲子記事), 정묘기사(丁卯記事), 병자기사(丙子記事)‚ 무신기사(戊申記事)라는 부제를 달았으며, 각 사건의 개요를 간단히 언급하고 있다. 그리고 제1권에서 제5권까지 해당 사건별로 입절(立節)한 인물들의 사적이 기록되어 있다.
이 책에는 순절자 374명, 공훈자 1,086명, 총 1,460명의 순창자(殉倡者)가 수록되어 있으며, 가장 많은 순창자를 배출한 지역은 영광, 장흥, 보성, 나주, 남원 등의 순으로 확인되어, 입절(立節)한 호남 사람의 사적을 수록한 것으로 해당 시기의 역사를 연구하는데 중요한 학술적 가치가 있는 자료라고 볼 수 있다.

### 금성삼강록(錦城三綱錄) 2책
∙ 저    자 : 김세연(金世淵)·고정헌(高廷憲)·이인채(李寅采)
∙ 발행연도 : 1802년(순조 2)
∙ 규모ㆍ규격 : 3권 2책, 가로 20.8cm×세로 32.5cm
금성삼강록은 금성(羅州의 별칭) 지역의 충신(忠臣)·효자(孝子)·열부(烈婦)의 삼강(三綱)에 뛰어난 사람들의 사적(事蹟)을 모은 기록으로 삼강을 모아 엮은 책이다. 1802년 김세연(金世淵)·고정헌(高廷憲)·이인채(李寅采)가 3권 2책 목판본으로 발행하였다. 서문은 김세연·고정헌, 발문은 이인채가 작성하였고, 삼강(三綱)에서 귀감이 되는 인물의 행동을 후세에 전할 목적으로 간행했음을 밝혔다. 범례에서는 본문에 기록된 인물들을 나이에 따라 편제한다는 기준을 제시하였다. 본문에서는 효자·충신·열녀로 구분하고, 해당 인물의 자(字), 관직 경력, 활동 상황 등을 기록하고 있다.
『삼강록』(三綱錄)은 정조 즉위년(1776)부터 7년간 식년마다 실시, 각도에서 충신·효자·열부의 삼강에 뛰어난 사람을 뽑아 팔도에서 이를 예조에 보고하면 예조에서 다시 국왕에게 아뢰어 증직·급복 및 상전을 시행, 이를 뒷받침하는 사적을 1802년 나주향교에서 3권 2책을 간행. 명단이 기재되어 있다. 본서는 전남 나주 지역의 충신(忠臣)·효자(孝子)·열부(烈婦)의 삼강(三綱)에 뛰어난 사람들의 사적을 모은 책으로 조선 후기 나주 지역의 지역문화와 지역 사정을 연구하는 데 중요한 학술 가치가 있는 자료라고 볼 수 있다.
호남절의록과 금성삼강록의 소장자는 나주 다시면 거주하고 있는 이재향(李載香)이다. 그는 이들 자료 외에도 여타 다른 자료도 소장하고 있다. 대체로 문촌공(文村公) 이광선(李光先)의 후손으로 선현의 충절과 관련된 자료이다.
이광선(李光先, 1563~1616)은 자는 여효(汝孝), 호는 문촌(文村), 본관은 함평(咸平)이다. 1591년 10월 신묘별시 무과 을과 제15위로(16위/300명) 급제하여 나주 출신으로 임진왜란 당시 의병이 아닌 관군 지휘부로 활동하며, 금산 전투와 이치대첩(梨峙大捷), 독성전투와 행주대첩(幸州大捷)에서 큰 공을 세운 대표적인 인물이다. 임진왜란이 발발하자 의주로 파천하는 선조를 부장으로 호종한 후 선전관에 제수되었고, 권율 휘하에서 전공을 세웠다. 이순신과도 교유하였던 인물로 널리 알려져 있다. 선무원종공신 2등에 녹훈되었다.
소장자 이재향은 이광선의 선무원종공신녹권 1책, 교지 4점과 고문서 7점도 전라남도 문화재자료 제297호로 지정 등록하였다. 호남절의록, 금성삼강록은 나주시 향토문화유산 제55호 지정하였다. 이 외에도 남파 유고 등 49점을 나주시에 기탁하고 있다. 선현의 충절 정신을 담고 있는 이들 전적류가 나주 지역에 오랫동안 남아 전해지길 희망하고 있다.